# Bee Hive
I Bee Hive sono un gruppo musicale immaginario che compare nella serie manga Kiss Me Licia del 1982 e nell'omonimo anime del 1983 (arrivato in Italia nel 1985) e, successivamente, presente anche nelle quattro serie televisive live action di produzione italiana (con attori che ne richiamano le fattezze) intitolati Love Me Licia (1986), Licia dolce Licia (1987), Teneramente Licia (1987) e Balliamo e cantiamo con Licia (1988). Le colonne sonore di anime e telefilm, contenenti canzoni cantate ed eseguite da questa band, vendettero complessivamente circa 400 000 copie. Il primo album con la colonna sonora italiana del cartone animato venne certificato Disco di platino nel 1986.
Nel 2008 gli attori che componevano il gruppo riformarono il gruppo col nome di Bee Hive Reunion pubblicando un singolo inedito, Don't Say Goodbye e, nel 2011, tennero diversi concerti sold out per la prima volta al di fuori della finzione televisiva.

## Canzoni
Le canzoni del gruppo presenti nel cartone animato sono di origine giapponese e furono adattate in lingua italiana da Alessandra Valeri Manera. Quelle presenti nelle serie televisive in carne e ossa sono sempre scritte dalla Valeri Manera, su musiche però composte dai maestri Giordano Bruno Martelli, per la prima serie e Ninni Carucci per le tre serie successive. In entrambi i casi la voce solista maschile è quella di Enzo Draghi. La decisione di tenere Draghi come voce venne presa da Valeri Manera e i produttori della serie per mantenere le stesse voci precedentemente presenti nel cartone animato, nonostante Pasquale Finicelli sapesse cantare realmente.
La formazione e lo stile musicale dei Bee Hive sono strettamente legati a precise scelte narrative, ma a partire dalla terza serie, viene introdotto all'interno della band anche il personaggio di Licia interpretato da Cristina D'Avena che, diversamente da tutti gli altri attori, al suo personaggio presta non solo il volto ma, a livello di canto, anche la voce.

## Formazione

### Bee Hive (cartone animato)
- "Mirko" - solista maschile (voce dialoghi: Ivo De Palma; voce canto: Enzo Draghi)
- "Satomi" - tastiera
- "Steve" - basso
- "Tony" - chitarra
- "Matt" - batteria

### Bee Hive (telefilm)
In Love Me Licia e Licia dolce Licia:
- "Mirko" (Pasquale Finicelli)
- "Satomi" (Sebastian Harrison)
- "Matt" (Manuel De Peppe)
- "Steve" (Marco Bellavia)
- "Tony" (Giovanni Colombo)

In Teneramente Licia:
- "Mirko" (Pasquale Finicelli)
- "Licia" (Cristina D'Avena)
- "Satomi" (Sebastian Harrison)
- "Jim" (Germano Di Mattia)
- "Paul" (Luciano De Marini)
- "Mike" (Vincenzo Rinaldi)

In Balliamo e cantiamo con Licia:
- "Mirko" (Pasquale Finicelli)
- "Licia" (Cristina D'Avena)
- "Satomi" (Sebastian Harrison)
- "Jim" (Germano Di Mattia)
- "Paul" (Luciano De Marini)
- "Mike" (Vincenzo Rinaldi)
- "Steve" (Marco Bellavia)

### Bee Hive Reunion
- Pasquale Finicelli ("Mirko") - voce
- Manuel De Peppe ("Matt") - batteria, piano, cori, arrangiamenti, produzione artistica
- Sebastian Harrison ("Satomi") - tastiere, cori, flauto, sax
- Luciano De Marini ("Paul") - chitarra, cori
- Tony Amodio - basso, cori

## Discografia

### Bee Hive
- Kiss Me Licia e i Bee Hive (LP, MC) (1986)
- Love Me Licia e i Bee Hive (LP, MC) (1986)
- Licia dolce Licia e i Bee Hive (LP, MC) (1987)
- Teneramente Licia e i Bee Hive (LP, MC) (1987)
- Balliamo e cantiamo con Licia (LP, MC) (1988)
- Il meglio di Licia e i Bee Hive (LP, MC, CD) (1991)
- Le canzoni di Licia (MC) (1993)
- Licia e i Bee Hive Story (5 CD, digital download) (2010)

### Bee Hive Reunion
- Don't say goodbye Pop version (digital download) (2008)
- Don't say goodbye 2013 Remix (digital download) (2013)
- Don't say goodbye Remastered Pop version (digital download) (2020)

## Videografia

### Bee Hive
- Love Me Licia (DVD) (2016)
- Licia dolce Licia (DVD) (2017)